# East End Lions FC
El East End Lions es un equipo de fútbol de Sierra Leona que participa en la Liga Premier de Sierra Leona, la liga de fútbol más importante del país.

## Historia
Fue fundado en el año 1928 en la capital Freetown. Es uno de los 2 equipos más importantes y más exitosos de Sierra Leona.
Representan a la parte este de Freetown y es el equipo más ganador del país, ganando el título de liga 11 veces y el de copa 4.
Su mayor rival es el Mighty Blackpool, quien tiene 6 títulos de liga.

## Palmarés
- Liga Premier de Sierra Leona: 11

1980, 1985, 1992, 1993, 1994, 1997, 1999, 2005, 2009, 2010, 2019
- Copa de Sierra Leona: 4

1964, 1973, 1975, 1989.

## Participación en competiciones de la CAF
| Temporada | Torneo                            | Ronda      | Club           | Casa  | Visita | Global      |
| --------- | --------------------------------- | ---------- | -------------- | ----- | ------ | ----------- |
| 1981      | Copa Africana de Clubes Campeones | 1          | Silures        | 1-1   | 0-1    | 1-2         |
| 1986      | Copa Africana de Clubes Campeones | Preliminar | UDIB           | w.o.1 | w.o.1  | w.o.1       |
| 1990      | Recopa Africana                   | 1          | LPRC Oilers    | 1-0   | 0-0    | 1-0         |
| 1990      | Recopa Africana                   | 2          | Vital'O FC     | 0-0   | 0-2    | 0-2         |
| 1992      | Copa CAF                          | 1          | ASEC Ndiambour | 0-0   | 0-0    | 0-0 (4-5 p) |
| 1994      | Copa Africana de Clubes Campeones | 1          | Stade Malien   | 2-0   | 0-2    | 2-2 (2-3 p) |
| 1998      | Liga de Campeones de la CAF       | Preliminar | Mogas 90 FC    | w.o.1 | w.o.1  | w.o.1       |
| 2006      | Liga de Campeones de la CAF       | Preliminar | ASEC Mimosas   | 0-4   | 0-3    | 0-7         |
| 2010      | Liga de Campeones de la CAF       | Preliminar | Espérance ST   | 2-2   | 2-3    | 4-5         |
| 2011      | Liga de Campeones de la CAF       | Preliminar | Djoliba AC     | 0-2   | 0-2    | 0-4         |
| 2015      | Liga de Campeones de la CAF       | Preliminar | Asante Kotoko  | w.o.1 | w.o.1  | w.o.1       |
| 2024/25   | Copa Confederación de la CAF      | 1          | ASC Jaraaf     | 0-1   | 0-3    | 0-4         |

1- East End Lions abandonó el torneo.

## Jugadores

### Jugadores destacados
- Thomas Apomah
- Simeon Awuah
- Kofi Badu
- Samuel Barlay
- Banga Boy
- William Sango "Doma Doma" Domingo
- John Dumbuya
- Ismael Dyfan
- John "Little John" Johnson
- Brima Kamara
- Kassim
- Ibrahim "Junior Parade" Koroma
- Atto Mensah
- Ben Morthey
- Lewis Henry
- Umaru Rahman
- Mustapha Sama
- Gbessay Sesay
- Joseph Toby
- Gibrilla Woobay